# Елверум
Ѐлверум (на норвежки: Elverum) е град и едноименна община в южна Норвегия. Разположен е около река Глома във фюлке Хедмарк на около 125 km северно от столицата Осло. Получава статут на община на 1 януари 1838 г. Има жп гара. Население 19 609 жители според данни от преброяването към 1 юли 2008 г.

## Личности
Родени в Елверум
- Бьорн Дели (р. 1967), ски-бегач
- Рой Кан (р. 1970), норвежки рокпевец
- Тюра Теодора Трунста (р. 1972), писателка